# 너클 배쉬
《너클 배쉬》(Knuckle Bash, ナックルバッシュ)는 토아플랜(TOAPLAN)회사에서 개발한 아케이드 게임이다. 게임 방식은 횡이동 방식의 진행형 액션 게임이다. 스토리 이야기 화면 모드를 따로 만들어서 3명의 캐릭터 파워형 캐릭터,노멀형 캐릭터 2명 이렇게 3명의 캐릭터를 선택해서 진행한다. 게임을 클리어 하면 4명~5명의 보스 캐릭터를 선택해서 플레이 할 수 있다.
본디 토아플랜은 슈팅 게임을 전문적으로 제작하는 회사였으며 이 게임은 토아플랜에서 개발한 유일한 격투 게임이다.